# قهوة مولوكاي
يشير مصطلح قهوة مولوكاي (بالإنجليزية: Molokai coffee)‏ إلى إشارة جغرافية محمية قانونيًا للقهوة المزروعة في جزيرة مولوكاي في مقاطعة ماوي، هاواي، ومعالجتها وفقًا للمعايير المحددة قانونًا. على غرار قهوة كونا، فإن قهوة مولوكاي هي اسم سوقي لمنتج ذي أصل محدد وجودة محددة. لا تحدد متطلبات قهوة مولوكا المصدر والجودة فحسب، بل تحدد أيضًا تصميم الملصق ووضعه على عبوة المنتج.
هاواي هي إحدى الولايات القليلة في الولايات المتحدة الأمريكية حيث يشكل إنتاج القهوة صناعة اقتصادية مهمة؛ حيث تعد القهوة ثاني أكبر محصول يتم إنتاجه هناك. قُدِّرت قيمة حصاد القهوة في هاواي لموسم 2019-2020 بنحو 102.91 مليون دولار.

## تاريخ
في عام 1984، تأسست شركة (Coffees of Hawaii, Inc). وتم إبرام عقود إيجار الأراضي مع مزرعة مولوكاي لإنشاء مزرعة قهوة في منطقة مولوكاي. وبعد مرور أربع سنوات، تم زراعة 600 فدان بالقهوة، وبحلول عام 1993 تم إنتاج أول محصول تجاري.

## التعريف القانوني
للحصول على تصنيف قانوني باسم "قهوة مولوكاي"، يجب أن تُزرع القهوة في المنطقة الجغرافية لمولوكاي وتُلبي الحد الأدنى من المتطلبات لتصنيفها على أنها قهوة "مولوكاي برايم" (Moloka‘i Prime) الخضراء. تتضمن المتطلبات اللازمة للحصول على علامة مولوكاي الخضراء متطلبات جودة محددة. على سبيل المثال:
[مولوكاي] يتكون البن الأخضر الممتاز من حبوب هاواي النظيفة؛ والتي لا تضفي نكهات وروائح حامضة أو مخمرة أو متعفنة أو طبية أو غير ذلك من النكهات غير المرغوب فيها عند تخميرها؛ والتي لا تتجاوز اثني عشر بالمائة أو لا تحتوي على أقل من تسعة بالمائة من الرطوبة بالوزن؛ والتي لا تتجاوز عشرين بالمائة من الحبوب المعيبة، بالوزن، والتي لا تشمل أكثر من خمسة بالمائة بالوزن، من الحبوب الحامضة أو النتنة أو السوداء أو المتعفنة التي تعادل العيوب الكاملة فقط، كما هو موضح في الفقرتين الفرعيتين (i)(1) و (i)(2)؛ والتي قد يتم تعيين تصنيف حجمي لها كما هو مذكور في الفقرة الفرعية (j)(1);— Haw. Code R. § 4-143-6

## المُنتِجون

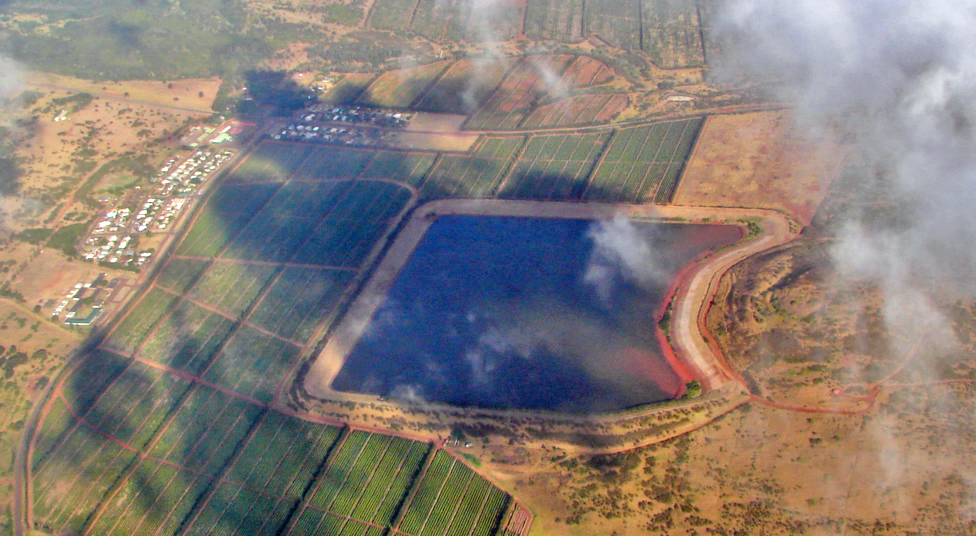
مزرعة قهوة مولوكاي في مولوكاي، كما تظهر من الجو

قام التاجر الألماني رودولف ويلهلم ماير (1826-1897) بزراعة القهوة على الجزيرة، كما قام أيضًا ببناء مصنع للسكر. "قهوة هاواي" هي المنتج الوحيد لقهوة مولوكاي في الوقت الحالي.[بحاجة لمصدر] تقع في مزرعة تبلغ مساحتها 500 فدان (2.0 كيلومتر مربع) في كوالابو.

## المُوزّعون
قدمت شركة (Trader Joe's) هذه القهوة في منتصف عام 2008. تتميز العبوة، وهي علبة سعة 13 أونصة (370 جرامًا)، بطائرين طنانين باللون الأحمر على خلفية صفراء فاتحة مليئة بالزهور. كانت العلبة تحمل عنوان "قهوة هاواي 100% مائة بالمائة من مولوكاي" و"قهوة داكنة محمصة، قوية وترابية، 100% من حبوب قهوة أرابيكا كاملة".